# El Fardou Ben Nabouhane
El Fardou Mohamed Ben Nabouhane, né le 10 juin 1989 à Passamainty (commune de Mamoudzou), sur l'île de Mayotte, est un footballeur international comorien évoluant dans le club chypriote de l'APOEL Nicosie.

## Biographie
Né à Passamainty à Mayotte, Ben a commencé sa carrière au sein de la collectivité d'outre-mer de Mayotte. 
Il est l'un des deux seuls représentants de son île à être footballeur professionnel, avec le Bastiais Toifilou Maoulida. 
Grand espoir du HAC, ce jeune attaquant arrive au Havre en 2006 en provenance de la JS Saint-Pierroise, club réunionnais, tout comme Jean-Pascal Fontaine. Il débute en équipe première le 3 mars 2008 contre l'ES Troyes AC, en Ligue 2. Il marque son premier but en équipe première face au Stade rennais en huitièmes de finale de la Coupe de la Ligue, match remporté 2-1 par les Havrais, le 12 novembre 2008.
Au mercato d'été 2011, il résilie son contrat avec le Havre AC et signe pour deux saisons avec le Vannes OC où il était prêté la saison précédente. Il réalise une très bonne première saison en National mais ses bonnes performances deviennent plus rares lors de l'exercice 2012/2013. 
Il s'engage au PAE Veria (Première division grecque) après 3 saisons passées dans le club du Golfe du Morbihan. Toute la saison son club luttera pour le maintien obtenu finalement grâce, notamment, à un superbe parcours de Ben. En effet, il est l'auteur d'une saison époustouflante avec 15 buts à son actif en championnat. Il finit à la deuxième place du classement des buteurs. Il fait également partie de l'équipe type du championnat grec.

Il rejoint en 2015 l'Olympiakos où il connaît ses premiers matchs de Ligue des champions. Il sera prêté à deux reprises, à l'APO Levadiakos et au Paniónios GSS.
En 2018, il rejoint le club serbe de l'Étoile rouge de Belgrade. 
En septembre 2021, il obtient un passeport serbe.

## Parcours en sélection
En 2014, il est retenu par la sélection des Comores pour disputer les éliminatoires de la Can 2015. Le joueur honore sa première cape contre le Burkina Faso le 5 mars 2014 lors d'un match amical et ensuite joue contre le Kenya sur le compte des éliminatoires.
En 2018, il s'est illustré comme un élément indispensable au sein de la sélection comorienne grâce à ses prestations lors des éliminatoires de la Can 2019.
Il participe à la première phase finale de CAN des comoriens au Cameroun.

## Palmarès

### En club
|  |  | Le Havre AC - Ligue 2 : - Champion : 2008 |  | Étoile rouge de Belgrade - Championnat de Serbie : - Champion : 2018, 2019, 2020 et 2021 - Coupe de Serbie : - Vainqueur : 2021 - Finaliste : 2019 |

### Distinctions individuelles
- Meilleur buteur de la phase de qualification en ligue des champions en 2018 (6 buts)